# Matthew E. White
Matthew E. White (* 14. August 1982 in Virginia Beach, Virginia) ist ein US-amerikanischer Sänger und Musikproduzent.

## Leben
White war ab 2006 Mitglied der Rockband The Great White Jenkins als Gitarrist und Sänger, mit der er einige Aufnahmen produzierte. Ab 2008 war er der Kopf der Avantgarde Jazz Big Band Fight the Big Bull, von der zwei CDs auf den Markt kamen.
2012 kam mit Big Inner Whites erstes Solo-Album auf seiner neugegründeten Plattenfirma Spacebomb Records heraus, das sowohl in den USA als auch in Europa ein Erfolg war. Im Branchenmagazin Billboard gelangte es auf Platz 19, White wurde von eMusic als der erfolgreichste Newcomer des Jahres 2012 gefeiert. Das Plattenlabel Domino Records brachte Big Inner 2013 auf den internationalen Markt. Die Frankfurter Allgemeine Zeitung, Der Spiegel The Guardian und die britische Zeitschrift Uncut besprachen jeweils das Album. Auch das Album Fresh Blood (Domino 2015) bekam sehr lobende Besprechungen in renommierten Medien.
White arbeitete in den letzten Jahren mit vielen Musikern zusammen, darunter Steven Bernstein, Ken Vandermark und der Gruppe The Mountain Goats.

## Diskografie
Alben
- Big Inner (2013)
- Fresh Blood (2015)

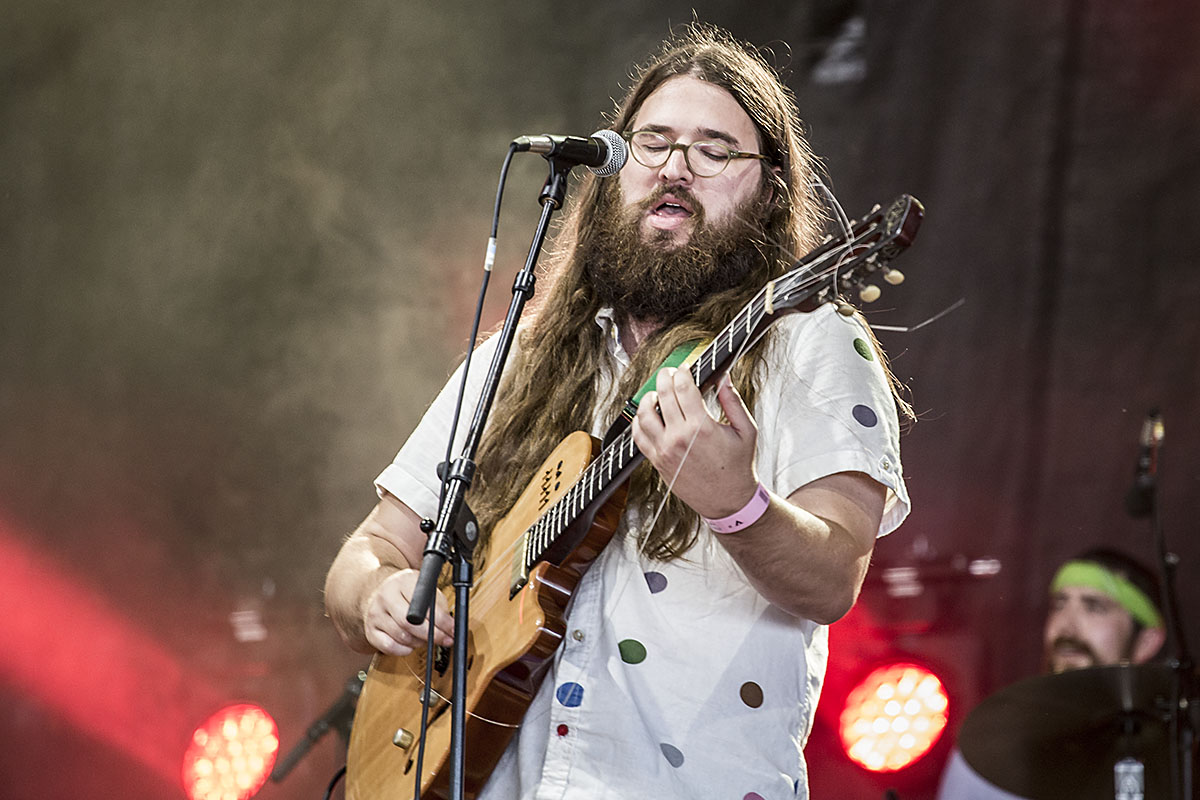
Matthew E. White beim Roskilde-Festival in Dänemark (2013)

- Gentlewoman Ruby Man (mit Flo Morrissey, 2017)
- K Bay (2021)